# شونتا نیشییاما
شونتا نیشییاما (انگلیسی: Shunta Nishiyama؛ زادهٔ ۲۵ ژوئیهٔ ۱۹۸۹) بازیکن فوتبال اهل ژاپن است.